# Balaenifrons haematographa
Balaenifrons haematographa là một loài bướm đêm trong họ Crambidae.